# Раутакангас
Раутакангас (фин. Rautakangas) — посёлок в составе Сортавальского городского поселения (до июля 2020 года в составе Хелюльского городского поселения) Сортавальского района Республики Карелия.
Расположен на автодороге Сортавала — Олонец.

## Население
| 2002 | 2009 | 2010 | 2013 |
| ---- | ---- | ---- | ---- |
| 19   | ↗30  | ↘19  | →19  |